# لیک سیتی (داکوتای جنوبی)
لیک سیتی(به انگلیسی: Lake City) شهری در ایالت داکوتای جنوبی کشور ایالات متحده آمریکا است که جمعیت آن در سرشماری سال ۲۰۱۰ میلادی، ۵۱ نفر بوده‌است.